# 埃里克·罗伯茨
埃里克·罗伯茨（英語：Eric Roberts，1956年4月18日—），美国男演员。

## 生平
1956年，罗伯茨出生在美国密西西比州比洛克西，父母及兩個妹妹麗莎·羅勃茲、茱莉亞·羅勃茲都是演員。他拥有英格兰、爱尔兰、苏格兰、威尔士、德国、瑞典的血统。

## 家庭
1992年，罗伯茨和伊丽莎·加勒特结婚，女儿艾玛·罗伯茨是知名女演员。

## 作品
- 《無照律師》：查爾斯•弗斯曼
- 《荒唐分局》：吉米•費吉斯
- 《惊叫大电影》
- 《流浪者》
- 《20世纪》
- 《浴血任務》
- 《但丁的地狱之旅》
- 《猎与杀》
- 《第一爱犬》
- 《过去的罪行》
- 《皇家猎杀》
- 《爱伦坡的丽姬亚》
- 《蒸汽实验》
- 《独眼巨人》
- 《撞车》
- 《黑色蜜月》
- 《黑暗骑士》
- 《清洁工》
- 《乌龙保镖》
- 《恐怖之源》
- 《流行病毒》
- 《单程杀机》
- 《圣徒指南》
- 《生死格斗》
- 《寻梦好莱坞》
- 《肥女孩》
- 《8颗钻石》
- 《一路走好》
- 《初级飞行员》
- 《漂流女孩》
- 《边界布鲁斯》
- 《最后一导》
- 《明星伙伴》
- 《堕落标记6》
- 《小飞侠丹尼》
- 《拉字至上》
- 《醉死人生》
- 《国家保安》
- 《搭错线》
- 《与毒共舞》
- 《淘金岁月》
- 《正义联盟》
- 《云霄惊魂》
- 《法律与秩序：犯罪倾向》
- 《绝色追缉令》
- 《新铁胆英雄》
- 《恶魔之舞》
- 《夜惊魂》
- 《神鬼奇兵》
- 《非常频道》
- 《决战侏罗纪》
- 《兄弟情仇》
- 《疯狂的塞西尔》
- 《国王卫队》
- 《夺命交易》
- 《惊爆大选绑票案》
- 《天命》
- 《莫名杀机》
- 《法律与秩序：特殊受害者》
- 《再生侠3之地狱使者之源》
- 《惊天大火灾》
- 《黑帮风云》
- 《炼狱之城》
- 《第三度空间》
- 《后中之王》
- 《人生三明治》
- 《奥德赛》
- 《无间之欲》
- 《监狱风云》
- 《超魔鬼毁灭者》
- 《死神宝藏》
- 《猎杀大行动》
- 《神秘博士》
- 《悍将老妈》
- 《不道德的收入》
- 《决战》
- 《天使在人间》
- 《难以接受的真相》
- 《枪口下的爱情》
- 《情人、骗子、大盗》
- 《欢乐一家亲》
- 《辣手美人心》
- 《以剑为证》
- 《不要命的情戏》
- 《堕落天使》
- 《黑帮兄弟》
- 《白车惊魂》
- 《血洗移民潮》
- 《缓慢燃烧》
- 《暴走列车》
- 《可口可乐小子》
- 《大街小瘪三》
- 《神秘人》
- 《少年保尔》